# Christa Kożik
Christa Kożik (* 1. Januar 1941 als Christa Schmidt in Liegnitz, Provinz Niederschlesien) ist eine deutsche Schriftstellerin, Filmszenaristin und Hörspielautorin.

## Leben
Kożik kam nach der Vertreibung 1945 aus Schlesien zunächst nach Thüringen und wuchs dann in Kleinmachnow bei Potsdam auf. Nach einer Lehre zur kartographischen Zeichnerin war sie ab 1969 Assistentin im DEFA-Dokfilmstudio und studierte 1970 bis 1976 Dramaturgie an der Hochschule für Film und Fernsehen Babelsberg. 1977 bis 1978 schloss sich ein Studium am Literaturinstitut in Leipzig an. Sie ist freie Autorin.
Kożik lebt in Potsdam-Babelsberg und hat zwei Söhne. Ihr Sohn Sebastian spielte 1978/79 die Hauptrolle im DEFA-Kinderfilm Ein Mädchen aus Schnee von Hannelore Unterberg.

## Werk
Ihr Hauptwerk sind Bücher und Filme für Kinder, wobei sie oft mit dem Regisseur Rolf Losansky zusammengearbeitet hat. Aber auch Stoffe für Erwachsene hat sie bearbeitet, wie in dem Filmszenarium für Hälfte des Lebens das Schicksal Hölderlins.
Oft geht es in ihren Geschichten um Probleme, die jedem Kind im Alltag begegnen können. Die Autorin stellt sie in teils märchenhafter Weise dar, mit Humor und poetischem Blick. Dabei greift sie auch unwirkliche Lösungsansätze auf und spielt sie durch.
Christa Kożik gehört zu den ständigen Autoren der Zeitschrift RotFuchs.
Sie ist die Großmutter des Schauspielers und Musikers Christoph Kożik, der durch die Kinder- und Jugendserie Schloss Einstein in den frühen 2000ern bekannt wurde.

## Werke (Auswahl)

### Beiträge
- Gedicht Mein kleiner Bruder. In: Die Katze sitzt im Fliederbaum. Ein Jahrbuch für Kinder, Der Kinderbuchverlag, Berlin 1977
- Hälfte des Lebens. In: Das Huhn des Kolumbus. Espresso-Geschichten, Verlag Neues Leben, Berlin 1981
- Ein Brief an die Kinder. In: Ich leb so gern. Ein Friedensbuch für Kinder, Der Kinderbuchverlag, Berlin 1982
- Matschka. In: Der Akrobat auf dem Dach, Der Kinderbuchverlag, Berlin, 1987, ISBN 3-358-00786-3
- Begrenzt glücklich. Kindheit in der DDR, Hitzeroth-Verlag, Marburg 1992, ISBN 3-89398-089-X

### Bücher
- Gedichte. Verlag Neues Leben, Berlin 1980 (Heft 158 aus der Reihe Poesiealbum)
- Moritz in der Litfaßsäule. Der Kinderbuchverlag, Berlin 1980 (Benziger, 1982, ISBN 3-545-32217-3 (als Lizenzausgabe; Titel Moritz und die sprechende Katze); Kinderbuchverlag, 1993, ISBN 3-358-02071-1 (wohl veränderte Fassung))
- Der Engel mit dem goldenen Schnurrbart, Der Kinderbuchverlag, Berlin 1983 (Kinderbuchverlag, 1994, ISBN 3-358-01446-0 (wohl veränderte Fassung))
- Ein Schneemann für Afrika. Der Kinderbuchverlag, Berlin 1987, ISBN 3-358-00930-0 (Arena Verlag, 1988, ISBN 3-401-07018-5; LeiV, 1995, ISBN 3-928885-40-5)
- Tausendundzweite Nacht. Gedichte. Verlag Neues Leben, Berlin 1988, ISBN 3-355-00646-7
- Die Schnecke Henriette. Verlag Junge Welt, Berlin 1990, ISBN 3-7302-0630-3 (Pappbilderbuch)
- Kicki und der König. Ein Katzenroman. Der Kinderbuchverlag, Berlin 1990, ISBN 3-358-01346-4 (greift die Handlung von Moritz in der Litfaßsäule fortsetzend auf; Hoch-Verlag, 1990, ISBN 3-7779-0463-5; Thienemann Verlag, 1997, ISBN 3-522-17137-3)
- Gritta vom Rattenschloß. Hoch-Verlag, 1991, ISBN 3-7779-0475-9 (nach Motiven des Märchenromans Das Leben der Hochgräfin Gritta von Rattenzuhausbeiuns von Gisela und Bettina von Arnim); Neuausgabe im Altberliner Verlag unter dem Titel: Gritta von Rattenzuhausbeiuns, 1994, ISBN 3-357-00957-9; Neuausgabe als E-Book bei EditionDigital unter dem Titel Gritta von Rattenzuhausbeiuns – vom Rattenschloss, 2012, ISBN 978-3-86394-358-5
- Der verzauberte Einbrecher. LeiV, 1994, ISBN 3-928885-64-2
- Philipp und der Katzentiger. 2001: LeiV, ISBN 3-89603-077-9 (wohl Buchfassung des Films Philipp der Kleine)
- Tausendunddritte Nacht. Gedichte. Märkischer Verlag, 2001, ISBN 3-931329-30-5
- Trompeten-Anton oder Das Geheimnis des silbernen Tons. 2003 (wohl Buchfassung des Films Trompetenanton)

### Filmografie
- 1976: Philipp, der Kleine
- 1977: Ein Schneemann für Afrika
- 1978: Sieben Sommersprossen
- 1981: Trompeten-Anton (TV)
- 1983: Moritz in der Litfaßsäule
- 1985: Hälfte des Lebens
- 1985: Gritta von Rattenzuhausbeiuns
- 1989: Grüne Hochzeit
- 1996: Friedrich und der verzauberte Einbrecher

## Auszeichnungen
- 1979: Nationalpreis der DDR II. Klasse für Kunst und Literatur
- 1991: Alex-Wedding-Preis der Akademie der Künste
- 2014: Hölderlin-Ring für Hälfte des Lebens
- 2024: Lebenswerk-Preis der DEFA-Stiftung